# Escazú
Escazú é uma cidade da Costa Rica, capital do cantão de Escazú, na província de San José.  A cidade possui aproximadamente 30.000 habitantes em uma área de 34 km². Está localizada 7 km a oeste do centro de San José, acessível por estrada ou vias locais. A cidade é uma das mais desenvolvidas da região metropolitana de San José com muitos apartamentos e áreas residenciais habitadas por famílias de alta renda. 
- Latitude: 9° 55' 0" Norte
- Longitude: 84° 7' 60" Oeste
- Altitude: 1.179 metros

O nome Escazú deriva da palavra indígena "Izt-kat-zu" que significa "pedra de descanso".
Por volta de 1801 a população de Escazú era de 1.325 habitantes.
Em 28 de maio de 1920, o governo da Costa Rica concedeu a  Escazú o status de cidade.